# David Marek
David Marek né Frölund est un footballeur suédois, né le 4 juin 1979 à Göteborg en Suède. Il évolue comme arrière droit.

## Sélection
- Suède : 1 sélection
- Première sélection le 18 février 2003 : Corée du Nord - Suède (1-1)

David connaît son unique sélection lors d'une tournée en Corée du Nord en 2003. La Suède affronte le pays hôte en double confrontation les 18 et 22 février 2003.
Il participe comme titulaire au premier match clôturé sur le score nul de 1-1. Lors du second match auquel Marek de participe pas, les nordiques l'emportent par 4 buts à 0.

## Palmarès
Vierge

## Vie privée
Né David Frölund, il prend le nom de Marek après son mariage. Le choix du nom principal pour le couple étant libre en Suède.